# つくばコミュニティ放送

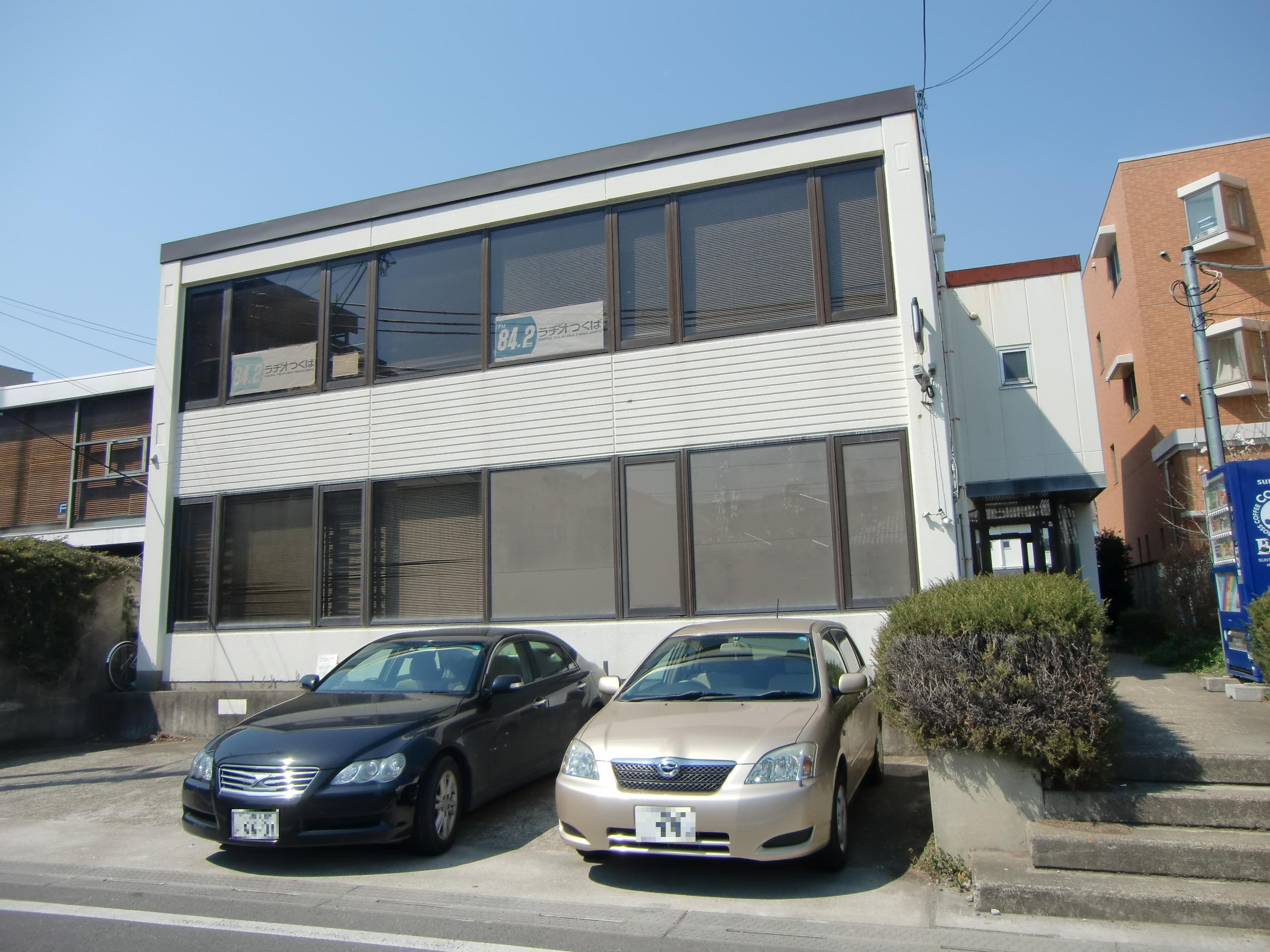
移転前の演奏所（局舎）（つくば市吾妻）

赤色がつくば市。市域中部をカバーする。

つくばコミュニティ放送株式会社（つくばコミュニティほうそう、英: Tsukuba Community Broadcast Inc.）は、茨城県つくば市の一部地域を放送対象地域として超短波放送（FM放送）を営む特定地上基幹放送事業者である。ラヂオつくばの愛称でコミュニティ放送を行っている。

## 概要
2008年（平成20年）開局。
足立和隆筑波大学准教授のコミュニティ放送局設立の活動と増田和順防災科学技術研究所研究員のミニFMボランティア団体「Radio Tsukuba（レディオつくば）」が合流して法人を設立、免許取得に至った。二人は開局当初の相談役と代表取締役社長を務めた。
本社・演奏所（スタジオ）は、つくば市吾妻の寿美ビルにある。サテライトスタジオの「セン」がつくばセンタービル2階に、「トナリエスタジオ」がトナリエつくばスクエアCREO（クレオ）3階にある。当初サテライトスタジオは、つくば市研究学園のiiasつくばにあった。
送信所はつくば市天王台の筑波大学総合研究B棟にあり、放送局（現・特定地上基幹放送局）の呼出符号はJOZZ3BO-FM、呼出名称はつくばエフエム、周波数84.2MHz、空中線電力は10Wで放送区域はつくば市および土浦市の各一部地域。
研究学園都市コミュニティケーブルサービス（ACCS）では同周波数で再送信している。
インターネット配信はSimulRadioによる。
つくば市とは「災害に係る放送の要請に関する協定書」を締結している。

## 沿革
- 2008年（平成20年）
  - 3月12日 - つくばコミュニティ放送株式会社設立[3]
  - 8月15日 - 放送局の予備免許取得[4]
  - 10月3日 - 放送局の免許取得[2][5]
  - 10月10日 - 開局[5]
- 2009年（平成21年）　
  - 10月1日 - ACCSが再送信開始
  - 10月10日 - SimulRadioによるインターネット配信開始
    - 10月中は試験配信

  - 11月1日 - 正式にインターネット配信開始
- 2011年（平成23年）
  - 3月14日 - 11日に発生した東北地方太平洋沖地震に際し、つくば市が臨時災害放送局（呼出符号JOYZ3N-FM、呼出名称つくばさいがいエフエム、周波数84.2MHz（ラヂオつくばの周波数）、空中線電力80W） の免許取得[6]
    - ラヂオつくばの機材を利用し空中線電力を増力して運用[7]

  - 4月15日 - 臨時災害放送局の運用終了、翌16日よりラヂオつくばの放送再開[7]
- 2012年（平成24年）
  - 3月8日 - つくば市と「災害に係る放送の要請に関する協定書」を締結[8]
  - 4月1日 - 本社・スタジオを近隣の吾妻クリランドビル（吾妻3-15-4）に移転[9]
- 2013年（平成25年）
  - 3月9日 - 本社・スタジオを寿美ビルに再移転[10]
  - 4月15日 - サテライトスタジオを移転、「セン」として開設[10]
- 2021年（令和3年）
  - 8月6日 - 「トナリエスタジオ」を開設し生放送を開始、「セン」は番組収録に使用[11]

## 番組
- Wh@t's Tsukuba!（月 - 金 11:00 - 13:00）
- つくばYou've got 84.2（発信chu）!（月 - 金 17:00 - 19:00）